# Giuseppe Nazzaro

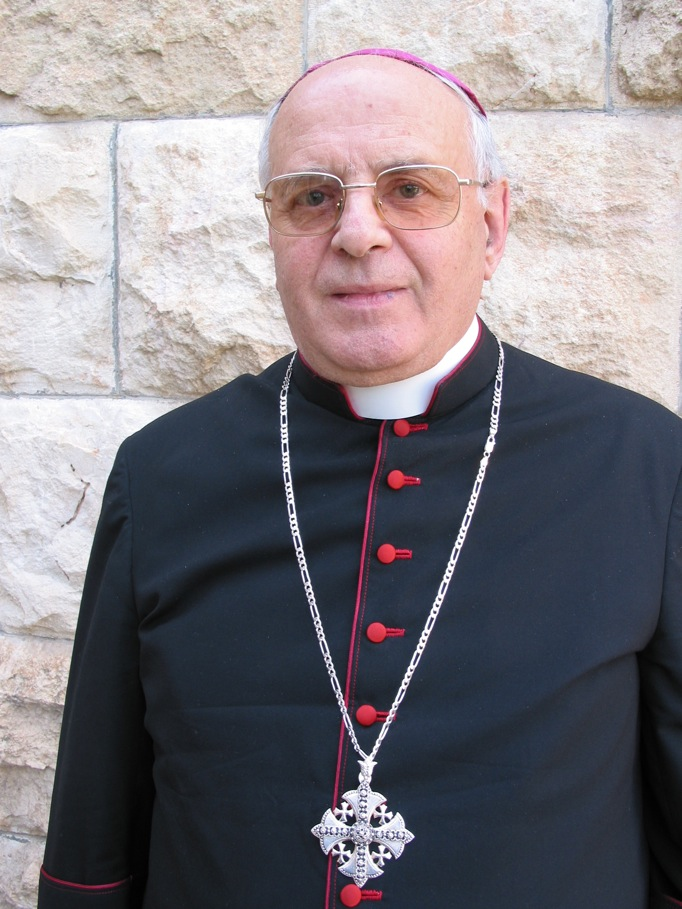
Giuseppe Nazzaro (2011)

Giuseppe Nazzaro OFM (* 22. Dezember 1937 in San Potito Ultra; † 26. Oktober 2015) war ein italienischer Ordensgeistlicher und Apostolischer Vikar von Aleppo.

## Leben
Giuseppe Nazzaro trat der Ordensgemeinschaft der Franziskaner bei, legte am 18. Dezember 1960 die Profess ab und empfing am 29. Juni 1965 die Priesterweihe. Von 1992 bis 1998 war er Kustos der Kustodie des Heiligen Landes.
Papst Johannes Paul II. ernannte ihn am 21. November 2002 zum Apostolischen Vikar von Aleppo und Titularbischof von Forma. Die Bischofsweihe spendete ihm der Papst persönlich am 6. Januar des nächsten Jahres; Mitkonsekratoren waren Leonardo Sandri, Substitut des Staatssekretariates, und Antonio Maria Vegliò, Sekretär der Kongregation für die orientalischen Kirchen.
Am 15. April 2013 nahm Papst Franziskus seinen altersbedingten Rücktritt an.